# Anders Dahlgren
Per Anders Bertil Dahlgren, född 23 december 1925 i Östra Eds församling, Kalmar län, död 24 mars 1986 på samma plats, var en svensk politiker (c). Han var jordbruksminister 8 oktober 1976–18 oktober 1978 och 12 oktober 1979–8 oktober 1982, tillförordnad försvarsminister 1981, ledamot av riksdagen 1961 till sin död den 24 mars 1986 samt andre vice talman 1982–1985 och tredje vice från 1985. Anders Dahlgren var son till hemmansägaren Axel Dahlgren och Berta, född Petersson.